# Hoffmannia huehueteca
Hoffmannia huehueteca är en måreväxtart som beskrevs av Paul Carpenter Standley och Julian Alfred Steyermark. Hoffmannia huehueteca ingår i släktet Hoffmannia och familjen måreväxter. Inga underarter finns listade i Catalogue of Life.